# Webtoon
Webtoon (Hangul: 웹툰), tức truyện tranh mạng Hàn Quốc, là một loại hình truyện tranh số có nguồn gốc từ Hàn Quốc. Khi mới ra đời, webtoon hầu như không được biết đến ở bên ngoài Hàn Quốc, nhưng độ phổ biến của webtoon trên thị trường quốc tế đã có sự tăng vọt nhờ tối ưu hóa việc đọc truyện trên điện thoại thông minh. Sau khi manhwa số trở nên được ưa chuộng, độ phổ biến của manhwa in giấy tại Hàn Quốc đã giảm đi. Hiện nay dung lượng truyện được xuất bản trực tuyến đã tương đương với truyện giấy.

## Định dạng
Webtoon có ba điểm khác biệt chính so với truyện tranh thông thường. Thứ nhất, mỗi tập được xuất bản thành một dải hình ảnh dọc dài thay vì thành nhiều trang để người đọc dễ theo dõi hơn trên điện thoại thông minh hay máy tính cá nhân. Thứ hai, webtoon thường được tô màu thay vì là tranh đen trắng vì hiếm khi được in giấy. Thứ ba, một số webtoon có sử dụng âm nhạc và hoạt hình.
Cũng giống như các dạng xuất bản trực tuyến khác, webtoon có nhiều phương thức thanh toán. Một số webtoon cho phép đọc miễn phí một số chương giới hạn và yêu cầu trả phí để đọc các chương còn lại. Một số webtoon khác thì chỉ cho phép đọc miễn phí một số chương nhất định mỗi ngày. Tác giả webtoon có thể kiếm tiền thông qua các quảng cáo được hiển thị trên webtoon.

## Lịch sử
Năm 2003, Daum, một cổng thông tin điện tử của Hàn Quốc, tung ra dịch vụ webtoon có tên là Daum Webtoon. Sau đó Naver cũng làm tương tự với Naver Webtoon vào năm 2004. Các dịch vụ này thường xuyên phát hành webtoon một cách miễn phí. Theo David Welsh của Bloomberg, truyện tranh chiếm một phần tư doanh số bán sách tại Hàn Quốc, trong khi đó 3 triệu người Hàn trả phí cho các dịch vụ manhwa trực tuyến và 10 triệu người khác thì đọc webtoon miễn phí.
Đến tháng 7 năm 2014, Naver đã phát hành 520 webtoon, còn Daum đã phát hành 434. Từ đầu những năm 2010, các dịch vụ như TappyToon và Spottoon bắt đầu cung cấp bản dịch tiếng Anh chính thức của các webtoon, còn một số nhà xuất bản Hàn Quốc như Lezhin và Toomics thì tự dịch các truyện mà mình phát hành. Một số webtoon nổi tiếng đã được dịch sang tiếng Anh bao gồm Lookism, Untouchable, Yumi's Cells, Tales of the Unusual, The God of High School, Noblesse và Tower of God. Gần đây, các webtoon này đã trở nên phố biến tại các thị trường phương Tây, tương đương với các manga Nhật Bản.
Trước đây, webtoon có chỉ có hai mức giới hạn độ tuổi: Tất cả (phù hợp với mọi độ tuổi) và 18 (người dưới 18 tuổi không được đọc). Từ tháng 5 năm 2019, một hệ thống giới hạn độ tuổi chính thức được đưa vào sử dụng bởi 10 nền tảng webtoon, trong đó có Naver và Daum. Hệ thống này bao gồm: Tất cả, 12 tuổi trở lên, 15 tuổi trở lên và 18/19 tuổi trở lên.

### Thế hệ 0

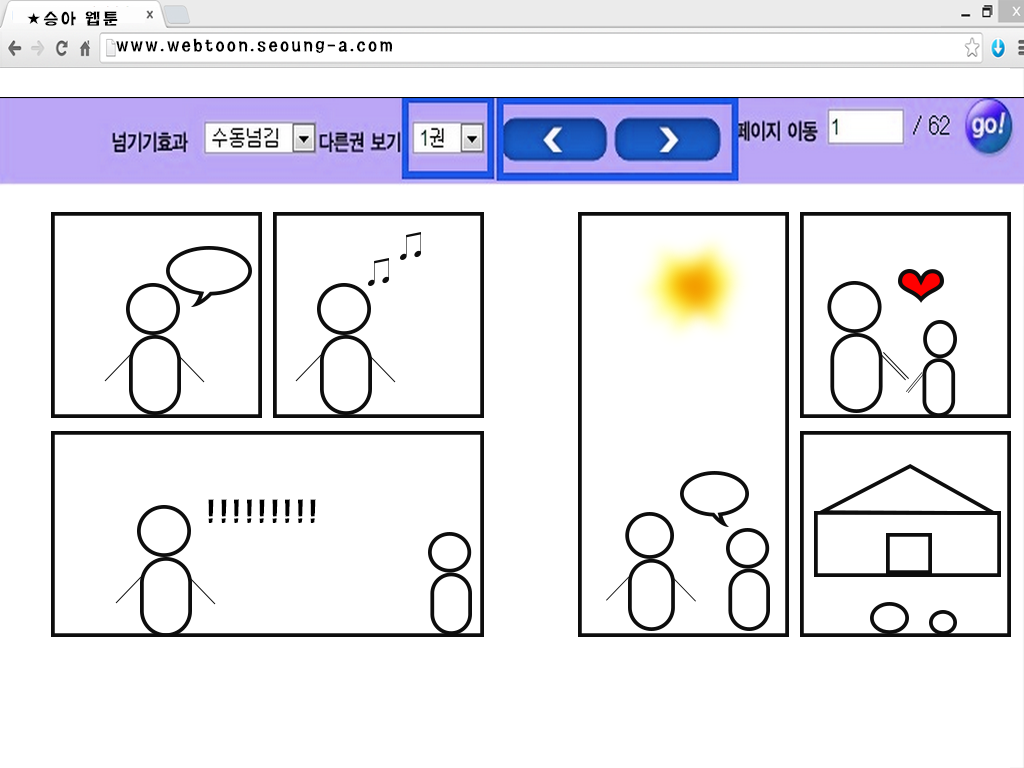
Cấu trúc của webtoon đời đầu. Các nút bấm được dùng để lật trang.

Những webtoon đầu tiên thực chất là bản scan của truyện tranh giấy được đăng tải lên Internet, và thường được sắp xếp thành từng trang.

### Thế hệ đầu tiên
Nhờ sự phát triển của công nghệ, tác giả webtoon bắt đầu sử dụng các hiệu ứng hoạt hình flash.

### Thế hệ thứ hai

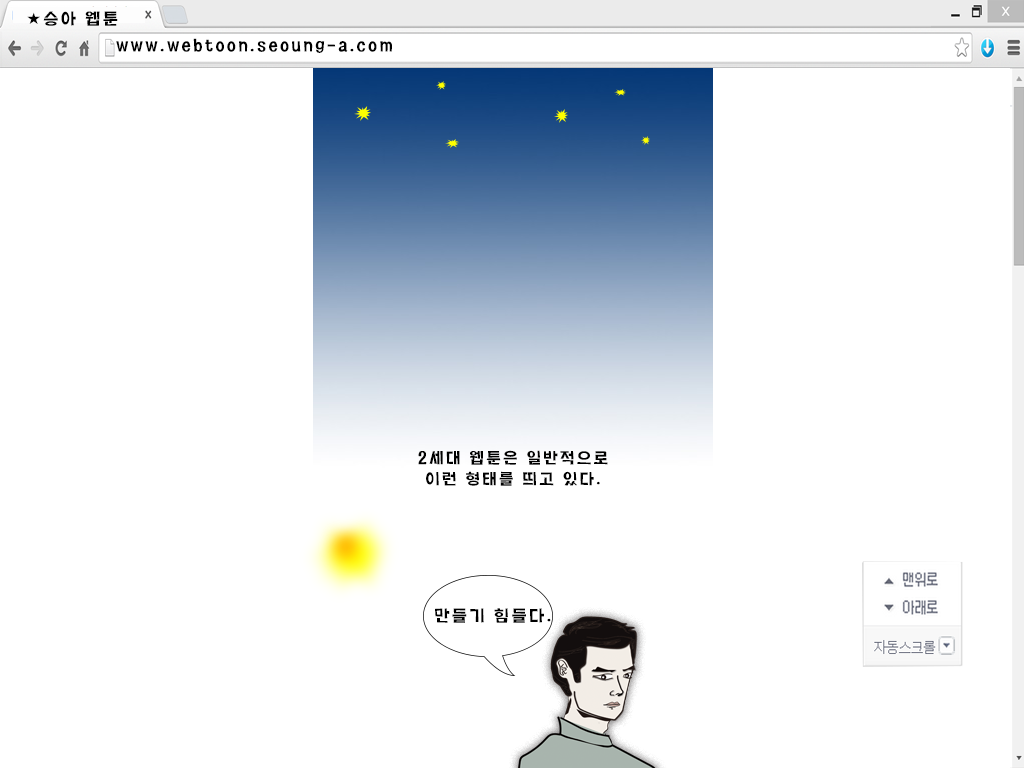
Một ví dụ của webtoon thế hệ thứ hai

Công nghệ tải trước trang mạnh mẽ hơn đã cho phép các tác giả webtoon hiển thị lần lượt các ô truyện theo bố cục dọc, thay vì phải sắp xếp nhiều ô truyện vào cùng một trang. Điều này cho phép việc đọc webtoon trở nên mượt hơn.

### Thế hệ thứ ba
Nhờ sự phát triển của điện thoại thông minh và máy tính bảng, webtoon đã bắt đầu xuất hiện trên các nền tảng mới như ứng dụng di động. Các tác giả cũng bắt đầu sử dụng âm thanh để gia tăng hiệu ứng cảm xúc, cũng như các cử động tương tác để gây sự hứng thú và thu hút sự chú ý của độc giả vào những chi tiết nhất định.
Trước năm 2014, độc giả chỉ có thể đọc webtoon bằng tiếng Anh thông qua các bản dịch không chính thức của fan. Tháng 7 năm 2014, Line, công ty con của Naver, bắt đầu xuất bản webtoon bằng tiếng Anh thông qua dịch vụ WEBTOON.

## Thị trường
Thị trường webtoon và các sản phẩm phái sinh hiện được định giá ở mức 420 tỉ won (8.136 ti đồng). Mặc dù truyện tranh số ngày càng trở nên phổ biến, truyện tranh giấy vẫn đang là định dạng bán lẻ truyện tranh chính. Một số nhà xuất bản phát hành cả nội dung trực tuyến lẫn in giấy.
Webtoon đã và đang được chuyển thể thành các phương tiện truyền thông khác như phim điện ảnh và phim truyền hình. Một trong những ví dụ đầu tiên là Tazza, truyện tranh của tác giả Huh Young-man được Sports Chosun xuất bản và đã nhận được trên 100 triệu lượt xem. Bộ truyện được chuyển thể thành hai phim điện ảnh, Tazza: The High Rollers và Tazza: The Hidden Card, cũng như phim truyền hình Tazza.
Dịch vụ WEBTOON của Naver, được tung ra vào năm 2014, hiện đang là nền tảng webtoon lớn nhất tại Hàn Quốc. Theo Naver, dịch vụ này dược 6,2 triệu người sử dụng mỗi ngày. Dịch vụ dịch miễn phí của WEBTOON cũng đã giúp webtoon trở thành một phần của làn sóng Hàn Quốc.

## Bên ngoài Hàn Quốc
Webtoon cũng đã phát triển ra nhiều quốc gia khi nhiều nhà xuất bản cung cấp bản dịch của các webtoon cũng như những dịch vụ cho phép bất cứ ai đăng tải webtoon của chính mình.

### Trung Quốc đại lục và Đài Loan
Tại Trung Quốc đại lục và Đài Loan, webtoon và web manhua đang ngày một trở nên phổ biến và được xuất bản nhiều hơn, dẫn đến sự quan tâm trở lại của độc giả với manhua. Phần lớn các nền tảng webtoon lớn tại Trung Quốc đều thuộc về các công ty nội địa, còn tại Đài Loan, các nhà xuất bản webtoon nước ngoài như Comico, Toomics và WEBTOON vẫn phổ biến hơn.

### Nhật Bản
Tại Nhật Bản, webtoon chưa đạt được thành công như ở các quốc gia khác do ngành công nghiệp manga truyền thống vẫn là phương pháp xuất bản truyện tranh chủ yếu. Thậm chí ngay cả web manga cũng được phát hành dưới dạng tranh đen trắng chứ không được tô màu như tại Hàn Quốc hay Trung Quốc. Mặc dù vậy, dần dần càng ngày càng có nhiều mangaka thử sử dụng nền tảng webtoon để xuất bản truyện của mình. Các nhà xuất bản webtoon Lezhin, Comico, Naver, Line và Kakao cung cấp bản dịch tiếng Nhật cho các độc giả Nhật Bản. Comico, một trong những nhà xuất bản webtoon lớn nhất thế giới, trên thực tế đã được thành lập bởi NHN Japan, công ty con tại Nhật Bản của NHN Entertainment. Đến nay, chỉ có hai trang web phát hành webtoon nguyên gốc tiếng Nhật là Comico và Naver.

### Ấn Độ
Webtoon đang trở nên phổ biến tại Ấn Độ. Năm 2020, Kross Komics, nền tảng webtoon đầu tiên tại quốc gia này được thành lập. Dịch vụ này cung cấp bản dịch tiếng Anh và tiếng Hindu của các webtoon, và đã được tải về 200.000 lần ngay sau khi ra mắt.

### Đông Nam Á
Indonesia và Thái Lan đã trở thành các thị trường lớn của webtoon; cả Naver và Comico đều phát hành webtoon bản gốc và bản dịch tại hai quốc gia này. Một số webtoon được sản xuất tại Thái Lan như Eggnoid đã được dịch và phát hành ở nước ngoài. Việt Nam mở trang web webtoon đầu tiên, Vinatoon, với bản dịch của các truyện từ Daum và Mr. Blue.

### Các quốc gia phương Tây
Nhiều nhà xuất bản webtoon đã thâm nhập thành công các thị trường bên ngoài châu Á, trong số đó thành công nhất là Mỹ và các quốc gia nói tiếng Anh khác. Lezhin, Toomics và Naver là các nhà xuất bản tự dịch webtoon của mình; Naver thậm chí còn cho phép fan tham gia dịch sang các ngôn ngữ khác. Spottoon và TappyToon thì cung cấp bản dịch được cấp phép của các webtoon từ những nhà xuất bản như  KToon, Bomtoon hay Foxtoon. Ngoài việc tiêu thụ các webtoon được dịch sang tiếng Anh, đã bắt đầu xuất hiện webtoon của các tác giả bên ngoài châu Á. Ban đầu, phần lớn các tác phẩm như vậy thường là webcomic được định dạng lại thành webtoon, nhưng dần dần ngày càng có nhiều tác giả phát hành các tác phẩm hoàn toàn là webtoon.